# Депортации евреев из Финляндии
В период Второй мировой войны Финляндия передала нацистской Германии нескольких еврейских беженцев и несколько десятков советских евреев-военнопленных .

## Депортация еврейских беженцев

### Предыстория
С приходом нацистов к власти в Германии в Финляндию направились беженцы — политические и евреи. Основная масса беженцев прибыла в Финляндию после аншлюса Австрии; пик миграции пришёлся на лето 1938 года, и в августе финские власти ужесточили правила допуска в Финляндию иностранцев. 22 августа 1938 года 60 австрийских евреев, прибывших на пароходе «Ариадна» в Хельсинки, были отправлены обратно в Штеттин. Тем не менее, въезд в страну продолжался и после этого, однако большинство евреев, въехавших в Финляндию в 1938—1939 годах, были «транзитниками».  
Часть беженцев осталась в Финляндии и получила вид на жительство. К началу Зимней войны (30 ноября 1939 года) в Финляндии насчитывалось менее 200 беженцев-евреев.
Со вступлением Финляндии в войну против Советского Союза, в связи с присутствием на финской территории немецких войск, власти решили убрать евреев из Хельсинки. 40 беженцев согласилась принять Швеция. Остальных переселили в сельскую местность. Вскоре, для того чтобы не раздражать местное население, было решено распространить на еврейских беженцев трудовую повинность. Из 32 евреев была составлена бригада, которую отправили на строительство железной дороги в Лапландии. Их поселили в лагере Куусивара. Там была военная дисциплина, свобода передвижения была ограничена. 
В связи с тем, что в районе Куусивары располагалась дивизия СС «Норд», летом 1942 года еврейская бригада была переведена на прифронтовой остров Суурсаари (Гогланд) в Финском заливе.

### Депортация
27 октября 1942 года из рабочего лагеря Суурсаари девять евреев-беженцев были перевезены в штаб-квартиру Валпо в Хельсинки. Их должны были передать гестапо в Эстонии вместе с некоторыми другими иностранцами. По пути с Суурсаари им удалось послать открытку Абрахаму Стиллеру, известному члену еврейской общины в Хельсинки. Он сразу же связался с несколькими влиятельными людьми; информация стала известна прессе. 
30 октября шеф гестапо в Эстонии Мартин Зандбергер был проинформирован о том, что 27 человек находятся на пути в Таллин. Однако, из-за вмешательства общественности, их отправка в последнюю минуту была отменена. Дело было отложено министром финансов Вяйно Таннером, который в тот момент был самым старшим по рангу среди членов кабинета министров, поскольку премьер-министр И. В. Рангелл и министр внутренних дел Тойво Хорелли отсутствовали — охотились на лосей.
Несколько газет написали о праве на убежище; известные интеллектуалы подписали петицию, указывая, что депортация может повредить репутации Финляндии на международной арене; члены еврейской общины обратились за помощью к министрам; еще одна петиция, с более чем 500 подписями, в поддержку Вальтера Коэна, имя которого было в списке депортируемых, была доставлена из Пиетарсаари.
3 ноября правительство обсуждало этот вопрос на неофициальном заседании. Министр социального обеспечения К.-А. Фагерхольм угрожал своей отставкой, но президент Ристо Рюти уверил его, что беженцы не будут депортированы. В результате, когда 6 ноября еврейские беженцы были отправлены в гестапо в Таллин вместе с 19 другими депортируемыми, это стало сюрпризом и для министра Фагерхольма, и для еврейской общины Финляндии, уже поверивших в благополучный исход дела. 

### Депортированные
Протесты не были совершенно безрезультатными: среди восьми депортированных еврейских беженцев было лишь двое из девяти человек, привезённых в Хельсинки из Суурсаари; остальные, в том числе Вальтер Коэн, были возвращены на остров.
В Таллин были отправлены: 
1. Элиас Копеловский (род. 1882),
2. Ханс Роберт Мартин Корн (род. 1919),
3. Ханс Эдуард Шибильски (род. 1907),
4. Генрих Хупперт (род. 1896),
5. его сын Курт Хупперт (род. 1931),
6. Георг Коллманн (род. 1912),
7. его жена Янка Коллманн (род. 1910),
8. их сын Франс Олоф Коллманн (род. 1942)[2][3].

Согласно заявлению министерства иностранных дел Финляндии, это были люди, которые лишились убежища по своей вине. Министр Хорелли настаивал на том, что это были «саботажники, шпионы и воры», и что данное дело не имеет никакого отношения к их национальности. У Хупперта и Корна в прошлом в Финляндии были правонарушения; Корн, который был добровольцем в Зимней войне, отсидел десять месяцев в тюрьме. В делах финской полиции упоминались имена Копеловского и Георга Коллманна в связи с такими правонарушениями, как растрата и подлог. Шибильски подозревался в шпионаже. 
Из Таллина евреи были переправлены в Берлин, а затем в Освенцим. По прибытии туда Янка и Франс Олоф Коллманны, Элиас Копеловский, Генрих и Курт Хупперты были отправлены в газовые камеры. Шибильски, вероятно, был расстрелян позже. Обстоятельства смерти Ганса Корна неизвестны. Единственным из восьмерых, кто остался жив, был Георг Коллманн.
Некоторые источники утверждают, что жена и сын Георга Коллманна, а также сын Генриха Хупперта покинули Финляндию добровольно.

## Выдача немцам евреев-военнопленных
Во время войны в финском плену оказалось около 70 тысяч советских военнопленных; среди них, по официальным финским данным, было 478 евреев. 20 тысяч военнопленных умерло от голода и плохих условий содержания, среди них было 93 еврея. Сравнительно низкая смертность среди евреев-военнопленных объясняется помощью, которую им оказывали финские евреи. 
520 военнопленных финская служба безопасности Валпо передала немецкой полиции безопасности (Зипо). Это были лица, которых финские власти определили как опасных коммунистов. Среди них было немало евреев: 47 человек были зарегистрированы Валпо как евреи; если же судить по именам, то евреев было 78. 

## Последствия
В 1945 году бывший начальник государственной полиции Финляндии Арно Антони был арестован и обвинён в совершении неправомерных действий. В суде Антони заявил, что он не имел ни малейшего представления о том, что произойдёт с евреями в Германии. 
Георг Коллманн, единственный оставшийся в живых из восьми депортированных, удивил присутствовавших просьбой, чтобы если Антони будет наказан, это наказание было как можно более мягким. Позже, когда его спросили об этом заявлении, он был изумлён и не мог поверить, что сказал это. 
Защита заявила, что Антони может быть обвинён только в преступлении против человечности, а такого понятия в финском уголовном праве нет. 
14 февраля 1949 года Верховный суд Финляндии вынес Антони порицание за совершённые им действия. Антони получил материальную компенсацию за время, проведённое в заключении.
6 ноября 2000 года премьер-министр Пааво Липпонен извинился перед еврейской общиной от имени правительства и финского народа за выдачу восьми еврейских беженцев.